# Kapitulace u Világoše

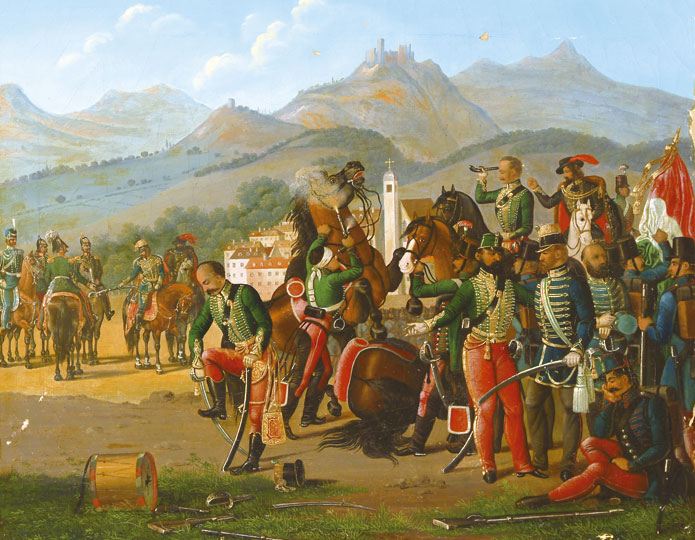
Maďarská kapitulace u Világoše

Kapitulace u Világoše byla závěrečná fáze maďarské revoluce z let 1848 a 1849, která byla potlačena vojsky Františka Josefa I. a zejména jeho spojence, ruského cara Mikuláše I. Poslední zbytky revoluční maďarské armády vedené Artúrem Görgeym nakonec 13. srpna 1849 kapitulovaly u rumunské obce Șiria (známější pod tehdejším maďarským názvem Világoš) před ruským generálem Paskevičem. Celá revoluce byla přes protesty ze zahraničí krvavě potlačena.
U Világoše se vzdalo 23 tisíc vojáků, 11 generálů a 1400 důstojníků. Rusové získali 129 děl, 29 praporů a 31 standart.

## Hovorový význam
Slovo Világoš v češtině (ale hlavně ve slovenštině i srbštině[zdroj?]) zlidovělo; sousloví „dostat Világoš“ se používá ve smyslu „dostat výprask“, „drtivě prohrát“ či „dostat pořádně vynadáno“.